# Architettura tecnica
Insegnamento universitario impartito nei corsi di laurea dell’ambito dell’Ingegneria Civile, Edile, Edile-Architettura. La denominazione sottende i contenuti peculiari della disciplina, esaltando in particolare l’etimo “tettonico” della parola Architettura, ribadito dalla precisazione tecnica.

## Contenuti scientifico-disciplinari
La disciplina dell’A. T. ha come finalità lo studio del rapporto tra funzione, forma e fattibilità costruttiva, in relazione al contesto economico-sociale (risorse, organizzazione del processo edilizio, esigenze abitative…), ambientale (localizzazione, clima, paesaggio…), storico-culturale (sistemi costruttivi, tipi edilizi, normative, tendenze formali…) nonché, ovviamente, tecnico e tecnologico (materiali e componenti con le loro lavorazioni in cantiere e fuori opera, procedimenti costruttivi tradizionali e industrializzati), con specifica attenzione per la definizione dei criteri e metodi che guidano le diverse fasi del processo, dall’ideazione progettuale fino alla esecuzione e gestione dell’opera edilizia. In particolare i contenuti scientifico-disciplinari riguardano: gli strumenti, i metodi e le tecniche per il controllo, alle diverse scale, dei processi costruttivi di edifici nella fase progettuale, realizzativa e gestionale; le tecniche e i processi di trasformazione, rinnovo, manutenzione, recupero e gestione dell’ambiente costruito, nel rispetto del quadro normativo, esigenziale e prestazionale dei manufatti e degli organismi edilizi; l’ideazione correlata alla concezione tecnologica degli edifici; l’innovazione e la sperimentazione tecnologica associata ai principi della sostenibilità ambientale e della circolarità dei processi edilizi.
La disciplina comprende pertanto diversi insegnamenti che assumono le declinazioni proprie delle relative tematiche di studio, orientando i propri contenuti verso approfondimenti legati ad aspetti tipologici, energetici, di sostenibilità ambientale, di bio-edilizia e agli interventi sul patrimonio costruito. Al di là delle possibili sfumature e differenze, considerata la costante attenzione al rapporto tra teoria e pratica, allo studio teorico l’insegnamento affianca tradizionalmente la redazione di progetti e/o di tavole tecniche di dettaglio, eseguite sia con le modalità tradizionali del disegno a mano che con gli strumenti di rappresentazione digitale, dal Computer Aided Design fino al Building Information Modeling. 
Una definizione della disciplina è stata fatta dal CUN nel 2000.
Con la creazione dei macrosettori la disciplina è confluita nel settore 08/C1: Design e progettazione tecnologica dell'architettura riportando così la situazione concorsuale a quando i docenti di Architettura tecnica (ingegneria) si misuravano nei concorsi con quelli di Elementi Costruttivi (architettura).

## Evoluzione
Storicamente, i contenuti dell’A.T., che già 150 anni or sono ha trovato cittadinanza nelle Scuole di formazione dei professionisti del settore, a partire dalle Regie Scuole di Applicazione per gli Ingegneri, possono essere ricondotti alla struttura formativa dei Politecnici francesi e alla ascendenza teorico-pratica della École des Ponts et Chausées, espressione concreta di una illuministica fiducia nella ratio necessaria per legare la natura tettonica, costruttiva, della fabbrica alla sua componente  figurativa.
In architettura l'aumento delle nozioni scientifiche utilizzate ha profondamente modificato il modus operandi dell'architetto, aumentando enormemente l'interesse per gli aspetti tecnici del costruire. D'altra parte l'architetto come pure il medico, professione anch'essa molto antica, deve affrontare le esigenze di un agire nel mondo moderno. Pur permanendo la validità degli aspetti umanistici presenti in queste due antiche professioni, che portano ad alcuni autori a definirle attività non scientifiche, l'importanza sempre maggiore della fase detta di ingegnerizzazione nella progettazione tende ad aumentare gli apporti di questa disciplina alla formazione dell'architetto.
In effetti, soprattutto in passato, la materia è stata impartita da ingegneri o architetti che alla docenza universitaria coniugavano una corposa attività professionale e che, in molti casi, sono stati anche autori di trattati, manuali, libri di testo divenuti poi dei capisaldi del settore (cfr. Bibliografia). Dall’esame di questi volumi, e di molti più recenti, emerge quanto l’insegnamento dell’A. T. risulti primariamente incentrato sull’analisi in chiave tecnico-costruttiva dell’organismo edilizio e di tutte le sue parti costituenti (ancorché classificate secondo criteri diversi: come elementi costruttivi funzionali o come elementi tecnici; come elementi di fabbrica o come classi di unità tecnologiche, ecc.) per comprenderne le singole funzioni, i materiali, la conformazione, nonché il ruolo e le correlazioni nel definire l’insieme.